# Бишвайер

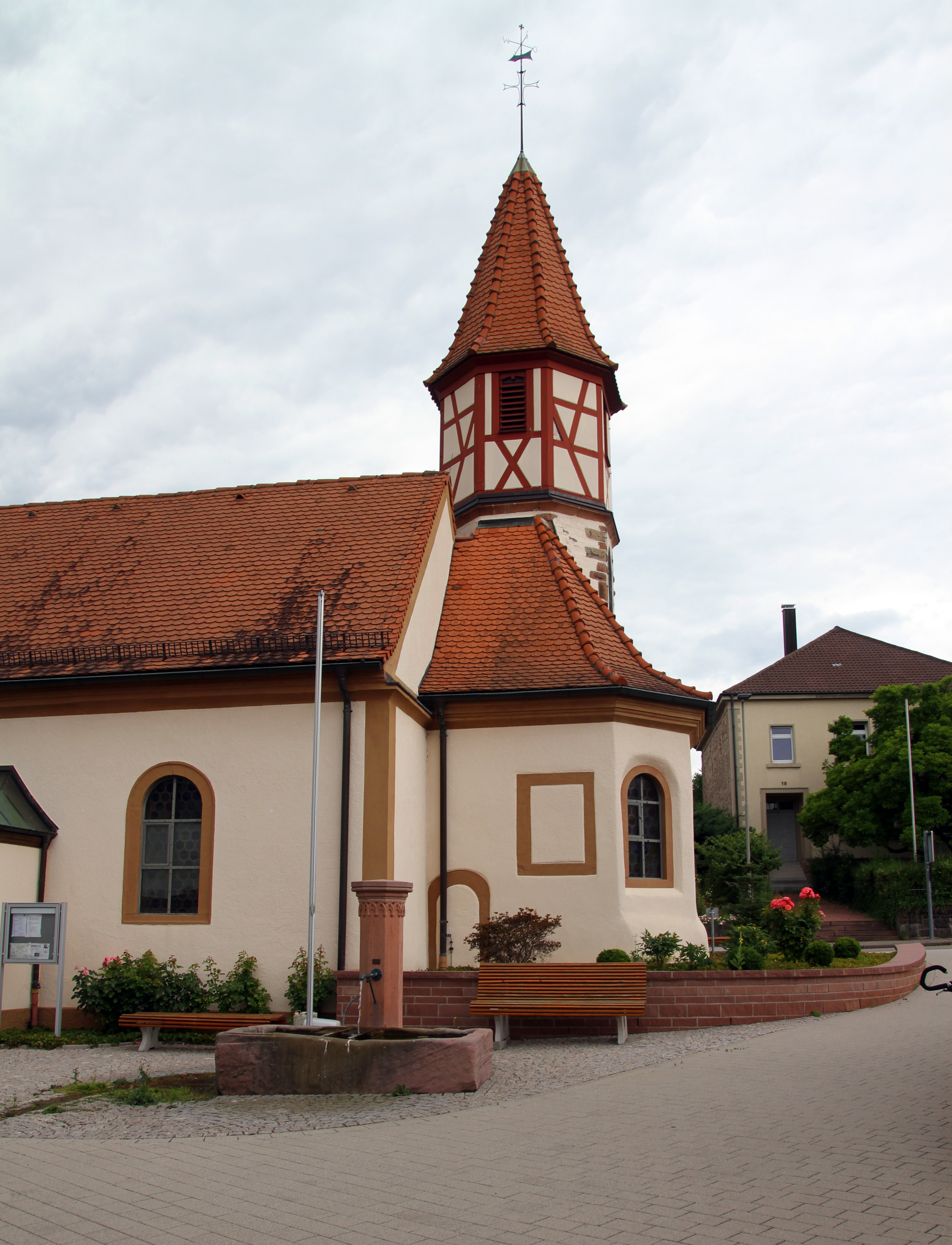

Бишвайер (нем. Bischweier) — коммуна в Германии, в земле Баден-Вюртемберг. 
Подчиняется административному округу Карлсруэ. Входит в состав района Раштат.  Население составляет 3100 человек (на 31 декабря 2010 года). Занимает площадь 4,59 км².